# 克里維齊克
50°55′6″N 31°4′33″E / 50.91833°N 31.07583°E
克里維齊克（烏克蘭語：Кривицьке），是烏克蘭北部的村莊，隸屬切爾尼希夫州的切爾尼希夫區。該村始建於1610年，面積0.31平方公里，海拔高度113米，2001年人口42，人口密度每平方公里136.8人。